# Zygaenoidea
Zygaenoidea (лат.) — надсемейство разнокрылых бабочек в составе клады двупорые (Ditrysia). Около 3000 видов, большая часть которых относится к семействам пестрянки (1000 видов) и слизневидки (более 1600). Разнообразные по форме и окраске бабочки мелких и средних размеров (есть исключения: некоторые — до 10 см). Гусеницы могут быть ядовиты, так как их защитные секреты содержат цианогенные глюкозиды, линамарин и лотаустралин. Семейства Epipyropidae и Cyclotornidae имеют уникальный среди всех бабочек образ жизни бабочек, они являются хищниками или паразитами цикад и муравьёв. Некоторые виды повреждают сельскохозяйственные культуры в тропиках.

## Систематика
12 семейств, около 3 тысяч видов, иногда семейство Anomoeotidae рассматривается в качестве подсемейства в составе Himantopteridae.
В последнее время была показана монофилия надсемейства.
- Aididae (2 рода и около 10 видов)
- Cyclotornidae (5 видов; единственные среди бабочек эктопаразиты)
- Dalceridae (Acraga coa)
- Epipyropidae
- Heterogynidae (самки — без крыльев и с редуцированными ногами, гораздо крупнее самцов)
- Himantopteridae (11 родов и около 80 видов)
  - Anomoeotidae (или подсемейство в составе Himantopteridae)
- Lacturidae (3 рода и около 150 видов)
- Limacodidae (слизневидки; около 400 родов и 1000 видов)
- Megalopygidae
- Phaudidae
- Somabrachyidae (3 рода и около 30 видов)
- Zygaenidae (пестрянки; около 1000 видов)

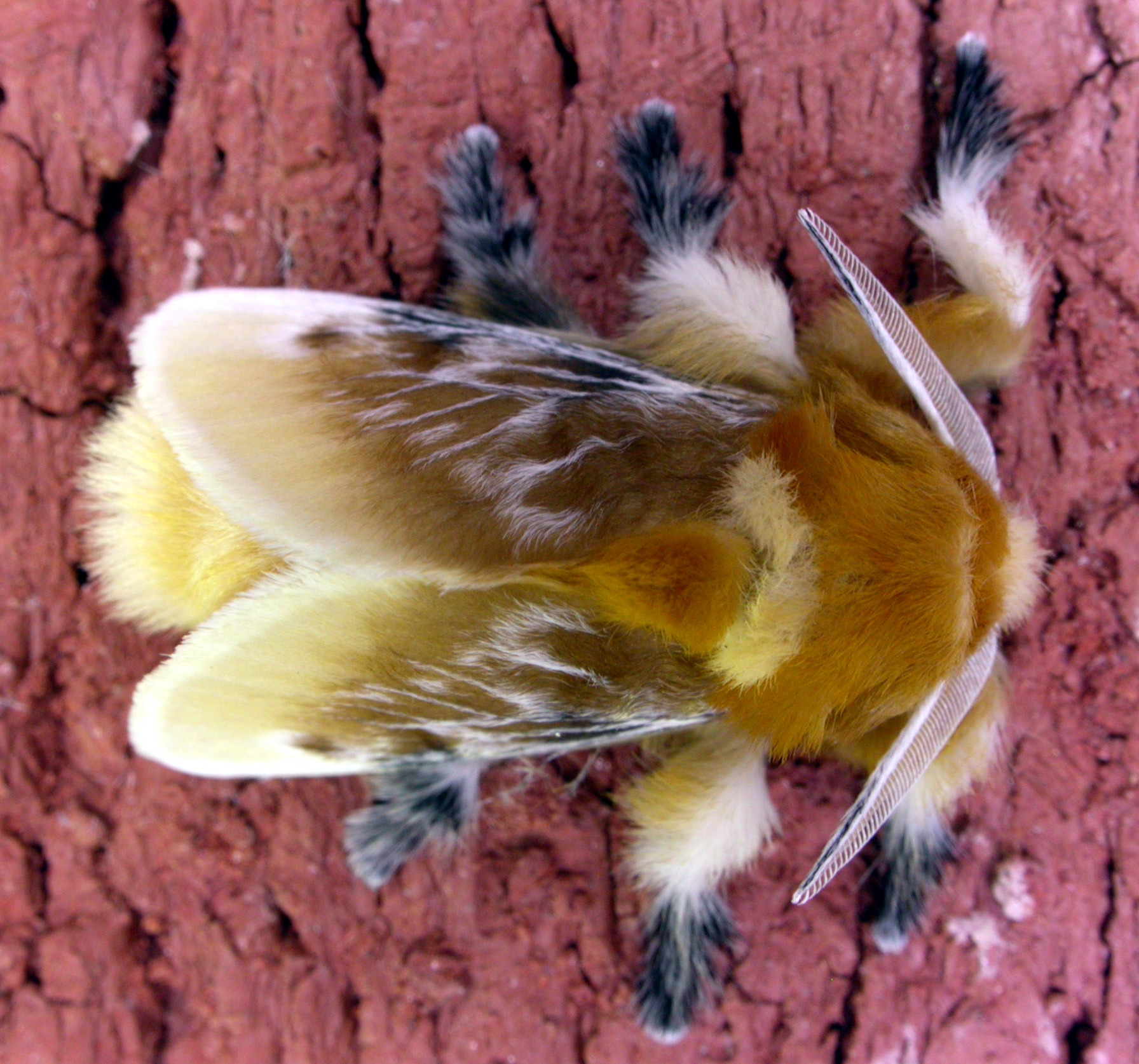
Megalopygidae: Megalopyge opercularis
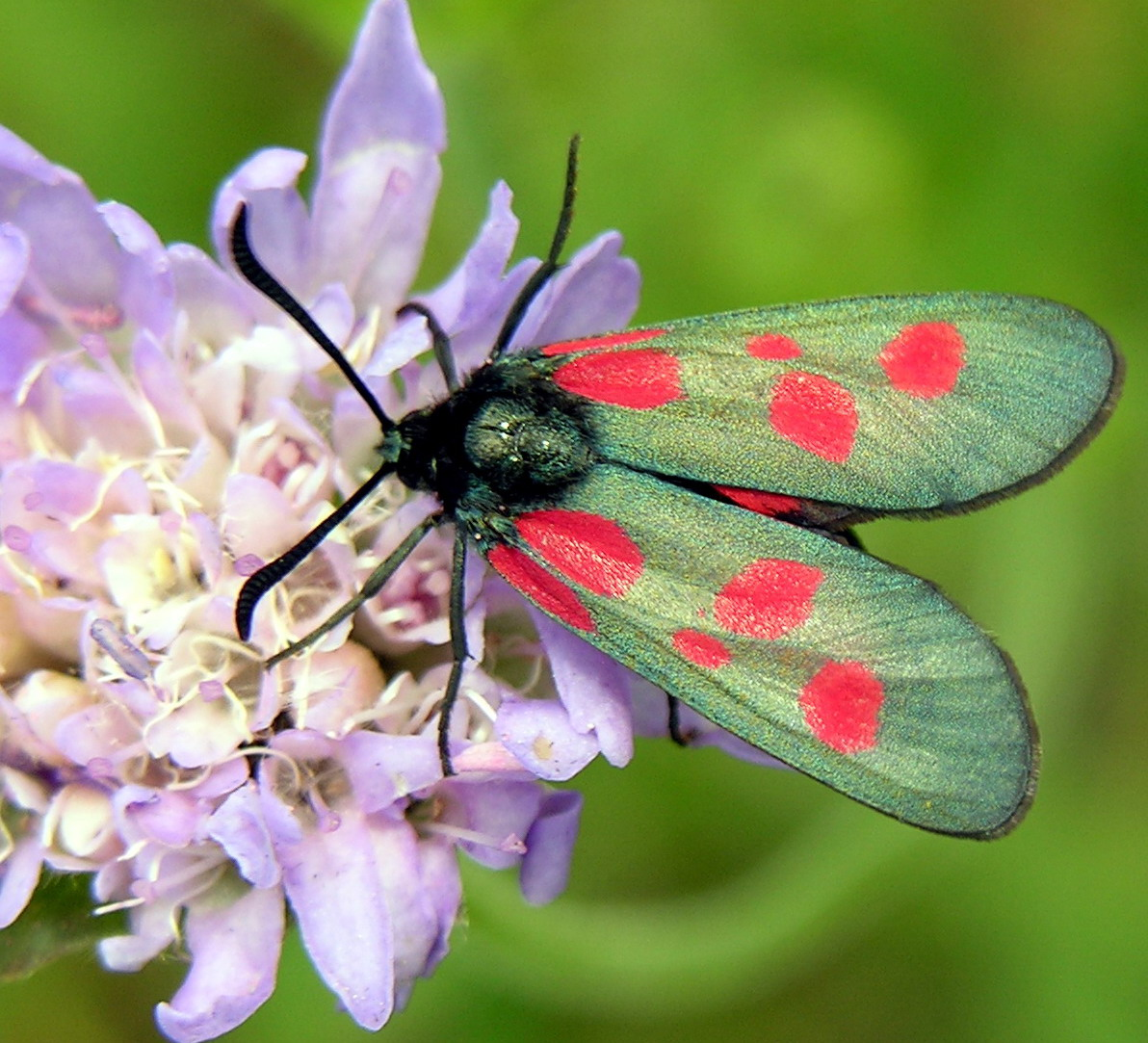
Zygaenidae  sp.
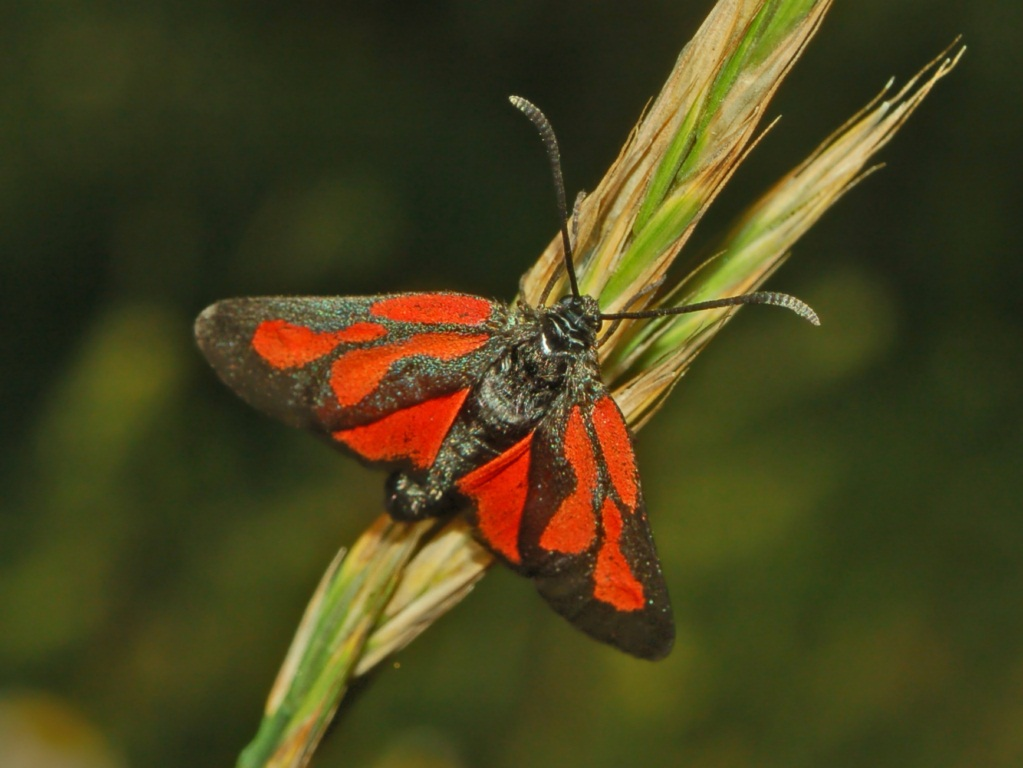
Zygaenidae: Zygaena osterodensis
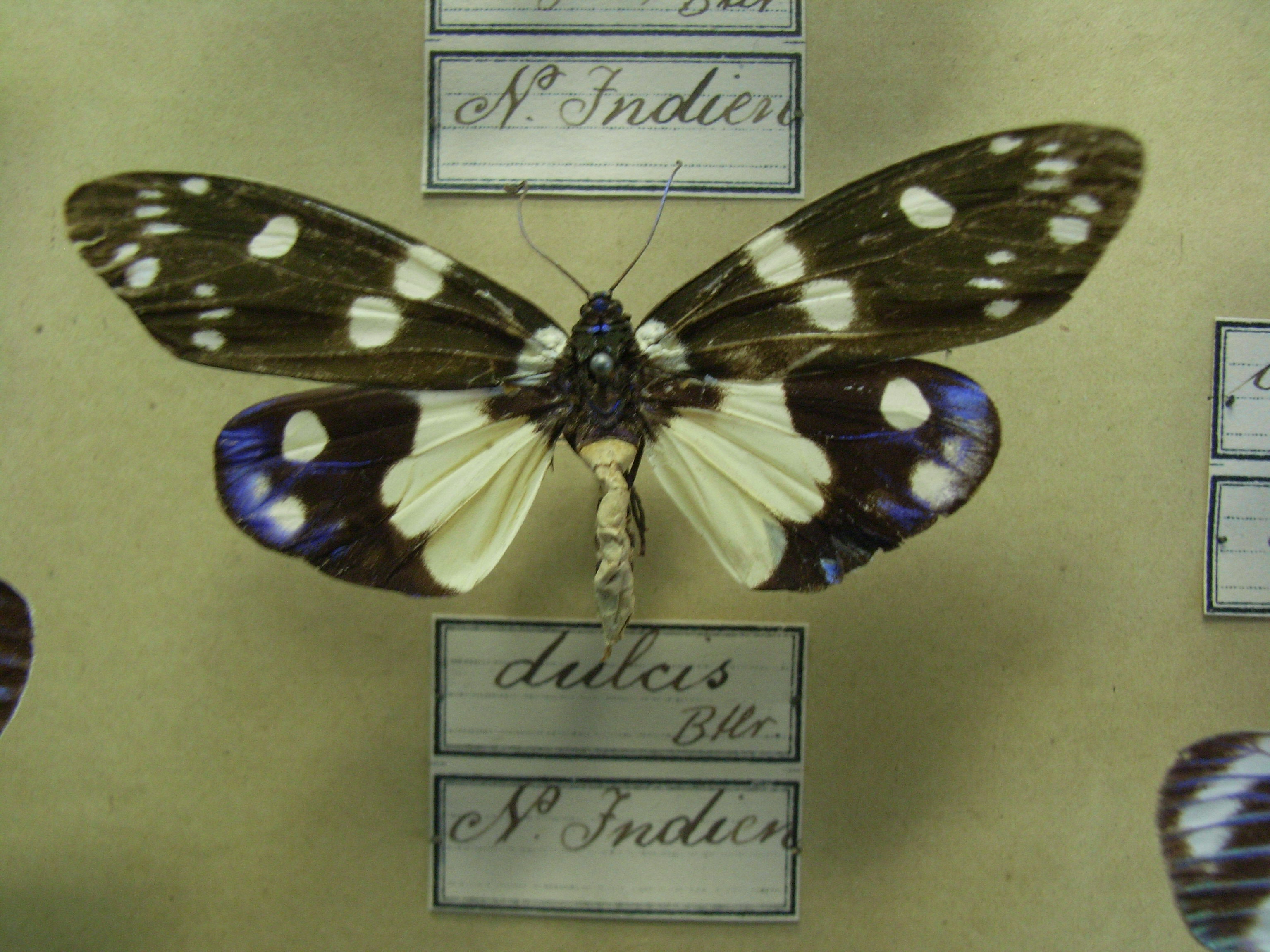
Zygaenidae: Eterusia magnifica